# Endotelinski receptor tip A
Endotelinski receptor type A, ili ETA, je ljudski G protein spregnuti receptor.

## Interakcije
Za endotelinski receptor tipa A je bilo pokazano da interaguje sa HDAC7A i HTATIP.

## Literatura
- Arai H; Nakao K; Hosoda K (1993). „[Molecular cloning of human endothelin receptors and their expression in vascular endothelial cells and smooth muscle cells]”. Jpn. Circ. J. 56 Suppl 5: 1303—7. PMID 1291713.
- Hosoda K; Nakao K; Tamura N (1992). „Organization, structure, chromosomal assignment, and expression of the gene encoding the human endothelin-A receptor.”. J. Biol. Chem. 267 (26): 18797—804. PMID 1326535.
- Hayzer DJ; Rose PM; Lynch JS (1992). „Cloning and expression of a human endothelin receptor: subtype A.”. Am. J. Med. Sci. 304 (4): 231—8. PMID 1415318. doi:10.1097/00000441-199210000-00002.
- Hosoda K, Nakao K, Hiroshi A (1991). „Cloning and expression of human endothelin-1 receptor cDNA.”. FEBS Lett. 287 (1–2): 23—6. PMID 1652463. doi:10.1016/0014-5793(91)80007-P.
- Cyr C, Huebner K, Druck T, Kris R (1992). „Cloning and chromosomal localization of a human endothelin ETA receptor”. Biochem. Biophys. Res. Commun. 181 (1): 184—90. PMID 1659806. doi:10.1016/S0006-291X(05)81399-3.
- Adachi M, Yang YY, Furuichi Y, Miyamoto C (1991). „Cloning and characterization of cDNA encoding human A-type endothelin receptor”. Biochem. Biophys. Res. Commun. 180 (3): 1265—72. PMID 1719979. doi:10.1016/S0006-291X(05)81332-4.
- Lin HY; Kaji EH; Winkel GK (1991). „Cloning and functional expression of a vascular smooth muscle endothelin 1 receptor”. Proc. Natl. Acad. Sci. U.S.A. 88 (8): 3185—9. PMC 51410 . PMID 1849646. doi:10.1073/pnas.88.8.3185.
- Takigawa M; Sakurai T; Kasuya Y (1995). „Molecular identification of guanine-nucleotide-binding regulatory proteins which couple to endothelin receptors”. Eur. J. Biochem. 228 (1): 102—8. PMID 7882989. doi:10.1111/j.1432-1033.1995.tb20236.x.
- Kobayashi S; Tang R; Wang B (1994). „Binding and functional properties of endothelin receptor subtypes in the human prostate”. Mol. Pharmacol. 45 (2): 306—11. PMID 8114678.
- Yang H, Tabuchi H, Furuichi Y, Miyamoto C (1993). „Molecular characterization of the 5'-flanking region of human genomic ETA gene”. Biochem. Biophys. Res. Commun. 190 (2): 332—9. PMID 8427579. doi:10.1006/bbrc.1993.1052.
- Elshourbagy NA; Korman DR; Wu HL (1993). „Molecular characterization and regulation of the human endothelin receptors”. J. Biol. Chem. 268 (6): 3873—9. PMID 8440682.
- Miyamoto Y; Yoshimasa T; Arai H (1996). „Alternative RNA splicing of the human endothelin-A receptor generates multiple transcripts”. Biochem. J. 313 ( Pt 3): 795—801. PMC 1216980 . PMID 8611157.
- Horstmeyer A; Cramer H; Sauer T (1996). „Palmitoylation of endothelin receptor A. Differential modulation of signal transduction activity by post-translational modification”. J. Biol. Chem. 271 (34): 20811—9. PMID 8702836. doi:10.1074/jbc.271.34.20811.
- Freedman NJ; Ament AS; Oppermann M (1997). „Phosphorylation and desensitization of human endothelin A and B receptors. Evidence for G protein-coupled receptor kinase specificity”. J. Biol. Chem. 272 (28): 17734—43. PMID 9211925. doi:10.1074/jbc.272.28.17734.
- Bourgeois C; Robert B; Rebourcet R (1997). „Endothelin-1 and ETA receptor expression in vascular smooth muscle cells from human placenta: a new ETA receptor messenger ribonucleic acid is generated by alternative splicing of exon 3”. J. Clin. Endocrinol. Metab. 82 (9): 3116—23. PMID 9284755. doi:10.1210/jc.82.9.3116.
- Mao XQ; Gao PS; Roberts MH (1999). „Variants of endothelin-1 and its receptors in atopic asthma”. Biochem. Biophys. Res. Commun. 262 (1): 259—62. PMID 10448102. doi:10.1006/bbrc.1999.1158.
- Maggi M; Barni T; Fantoni G (2000). „Expression and biological effects of endothelin-1 in human gonadotropin-releasing hormone-secreting neurons”. J. Clin. Endocrinol. Metab. 85 (4): 1658—65. PMID 10770212. doi:10.1210/jc.85.4.1658.
- Shraga-Levine Z, Sokolovsky M (2000). „Functional coupling of G proteins to endothelin receptors is ligand and receptor subtype specific”. Cell. Mol. Neurobiol. 20 (3): 305—17. PMID 10789830. doi:10.1023/A:1007010125316.
- Lee HJ, Chun M, Kandror KV (2001). „Tip60 and HDAC7 interact with the endothelin receptor a and may be involved in downstream signaling”. J. Biol. Chem. 276 (20): 16597—600. PMID 11262386. doi:10.1074/jbc.C000909200.
- Paasche JD; Attramadal T; Sandberg C (2001). „Mechanisms of endothelin receptor subtype-specific targeting to distinct intracellular trafficking pathways”. J. Biol. Chem. 276 (36): 34041—50. PMID 11382773. doi:10.1074/jbc.M103243200.

## Spoljašnje veze
- „Endothelin Receptors: ETA”. IUPHAR Database of Receptors and Ion Channels. International Union of Basic and Clinical Pharmacology. Архивирано из оригинала 03. 03. 2016. г.